# Tatjana Maximowna Brylina
Tatjana Maximowna Brylina (russisch Татьяна Максимовна Брылина; * 25. April 1955 in Tauschkan, Sucholoschski rajon) ist eine ehemalige sowjetische Biathletin.

## Werdegang
Brylina gehört zu den Pionierinnen ihrer Sportart. 1983 war sie Zweite bei den sowjetischen Meisterschaften im Einzel. Sie nahm in Chamonix an den erstmals ausgetragenen Biathlon-Weltmeisterschaften 1984 für Frauen teil. Im ersten Rennen, dem Sprint, wurde sie bei vier Schießfehlern Neuntplatzierte. Im Einzel gewann sie hinter ihren Mannschaftskameradinnen Wenera Tschernyschowa und Ludmilla Sabolotnjana die Bronzemedaille. Für die Staffel, die zu dieser Zeit noch mit drei Läuferinnen ausgetragen wurde und die erste von acht Goldmedaillen in Folge gewann, wurde ihr Kaija Parve vorgezogen.